# Nuestra Señora de Guanajuato
María Santísima de Guanajuato es una advocación mariana en Guanajuato México, que inició desde el 9 de agosto de 1557, y nace a partir de un obsequio que Emperador Carlos I de España a través de Per Afán de Ribera, como juez intendente de las minas de Guanajuato, otorga a la población de dicho mineral.

## Historia del trayecto de la imagen
En el año 714 los moros invadieron una parte importante de España. Por tales motivos los fieles de la zona, a sabiendas de que los invasores no eran cristianos, escondieron la imagen de posible profanación, en una cueva de la Sierra Elvira, en la comarca de la Vega, en la provincia de Granada, donde se estableció el estado Nazarí, y que fue recuperado en 1492 por el Reino de Castilla, donde Fernando de Aragón e Isabel I de Castila estaban al frente, que para ello fundaron y construyeron el campamento de Santa Sede, desde donde asediarían a Granada, para su recuperación. En el campamento una imagen de la virgen que recientemente fue recuperada, le construyeron su propio templo, donde los españoles, imploraban el éxito de su misión.
El campamento de Santa Fe tomó relevancia, pues ahí fue la sede de las negociaciones y donde se firmaron los acuerdos de capitulación de los árabes, firmados por el sultán Mohamed Boabdil con el nombre de “Capitulaciones de Santa Fe”, mismo que entregó las llaves de Granada a los Reyes Católicos.
Carlos I, quien era aficionado a regalar obsequios para fortalecer el culto católico, quiso para tal efecto, donar una imagen tallada en cedro, policromada y estofada de 1.15 m de altura, a cual, tiene al niño en los brazos, en la zona de Andalucía, por un escultor cuyo nombre se desconoce, y así fue como dispuso que se enviara al naciente Real de Minas de Santa Fe de Guanajuato, esta imagen de la Virgen María.
La imagen tiene una corona y un pedestal de plata maciza. Inicialmente tenía en la mano una rosa, que se desconoce su paradero. La imagen está sobre una peana de estilo barroco. En la actualidad tiene de nuevo una rosa de madera, pero el pueblo le donó una rosa de Oro, la cual bendijo Benedicto XVI.

## La población
Guanajuato inició una fuerte ola poblacional en 1548 ya que una veta de plata fue encontrada en la zona, principalmente en la mina de San Bernabé en la Luz, y la de San Juan en Rayas. En la zona se fundaron cuatro fortines para la seguridad de la zona. Uno de ellos fue e de Santa Fe, naciendo así el Real de Minas de Santa Fe de Guanajuato. Al mismo tiempo el primer obispo de Michoacán, Vasco Vázquez de Quiroga, construyó la Capilla Hospital para Indios Mexicanos un espacio para el culto católico en el naciente poblado.
En ese espacio creado por Vasco de Quiroga, inició la veneración de la virgen que Per Afán trajo desde España donada por Carlos I, y ahí duró por ocho años. Después fue trasladada a otra capilla en la cual tuvo como hogar por 130 años o sea hasta 1696, donde posteriormente la llevaron a Guanajuato donde en 1671 por iniciativa del sacerdote José Hurtado Castilla, fue concluido después de 25 años, los trabajos iniciados en 1696. Desde entonces a la fecha, o sea por más de 320 años, y el pueblo de Guanajuato y la región, se han cobijado bajo esta advocación. La imagen ha estado en varios lugares dentro del templo, pero desde 1814, está en el altar principal. En 1834, se recomendó de manera particular, una oración de San Efrén hacia la virgen. Otro escrito a través de un soneto solicita la intercesión de la virgen para la defensa del país cuando la invasión norteamericana a México, así como otro por un buen temporal.

## Aprobación Canónica
Nuestra Señora de Guanajuato fue canónica aprobada como patrona y protectora de la ciudad en el año 1907, y coronada en 1908. En 2012, al pasar frente a la imagen el papa Benedicto XVI, se detuvo para bendecir la imagen que sacaron a paso del Papa. La devoción se desborda cada 9 de agosto en Guanajuato, como recuerdo de la llegada de la imagen desde 1557.

## El templo
La imagen está resguarda en la Basílica colegiata de Nuestra Señora de Guanajuato, la cual es considerada una estructuras emblemáticas de Guanajuato, Guanajuato, México, que se encuentra en la Plaza de la Paz. El templo cuenta con la distinción de basílica desde 1957 y fue construida entre 1671 y 1696.